# Пилипча (Черниговская область)
Пилипча (укр. Пилипча) — село в Репкинском районе Черниговской области Украины. Население 114 человек. Занимает площадь 1,5 км².
Код КОАТУУ: 7424482402. Почтовый индекс: 15023. Телефонный код: +380 4641.

## Власть
Орган местного самоуправления — Грабовский сельский совет. Почтовый адрес: 15023, Черниговская обл., Репкинский р-н, с. Грабов, ул. Шевченко, 12.